# Pismo Święte w Przekładzie Nowego Świata
Pismo Święte w Przekładzie Nowego Świata (ang. New World Translation of the Holy Scriptures) – przekład Pisma Świętego dokonany przez Komitet Przekładu Biblii Nowego Świata Świadków Jehowy, przez nich wydawany i głównie przez nich rozpowszechniany. Przekładu dokonano bezpośrednio z języka hebrajskiego, aramejskiego i greckiego na współczesny język angielski. Wydania w innych językach oparte są na przekładzie angielskim, z uwzględnieniem języków oryginału.
Tytuł tego przekładu Biblii nawiązuje do wersetów z Księgi Izajasza 65:13, 17. Tekst ten widnieje na pierwszej stronie w następującym brzmieniu:
„Tak mówi Wszechwładny Pan, Jehowa: «(...) Oto stwarzam nowe niebo i nową ziemię. Minione wydarzenia nie będą już przychodziły na myśl ani nie będzie się ich wspominać w sercu»”.
Przekład ten ukazał się do tej pory w nakładzie ponad 250 milionów egzemplarzy w przeszło 300 językach. W większości z tych języków opublikowano całe Pismo Święte, a w pozostałych: albo Nowy Testament pod nazwą „Chrześcijańskie Pisma Greckie”, albo poszczególne księgi w 28 językach migowych.

## Geneza przekładu
Badacze Pisma Świętego, jak do roku 1931 nazywali się Świadkowie Jehowy, od początku swojej działalności największy nacisk kładli na Biblię, której używali jako głównego narzędzia do rozgłaszania dobrej nowiny o Królestwie Bożym. W związku z tym używali przede wszystkim przekładu Biblii króla Jakuba. Już w roku 1880 Charles Taze Russell zarekomendował czytelnikom „Strażnicy” następujące przekłady biblijne: The Emphatic Diaglott, przekład Nowego Testamentu Tischendorfa oraz przekład American Bible Union. Towarzystwo Strażnica nabywało różne przekłady Biblii w dużych ilościach, które potem udostępniało po znacznie obniżonej cenie w stosunku do ceny rynkowej.
Począwszy od roku 1890 Towarzystwo Strażnica rozpoczęło druk Biblii, korzystając z usług komercyjnych firm drukarskich. Pierwszym wydanym przekładem był „New Testament” Josepha B. Rotherhama (wyd. II) z roku 1864. W roku 1896 do oficjalnej nazwy korporacji prawnej włączono wzmiankę o Biblii, dzięki czemu od tego czasu jej nazwa brzmi Watch Tower Bible and Tract Society (Strażnica – Towarzystwo Biblijne i Traktatowe). W roku 1902 Towarzystwo Strażnica wydało Biblię paralelną Holmana w nakładzie 5000 egzemplarzy, a w roku 1907 opublikowało specjalną edycję Pisma Świętego zawierającą przedruk Biblii króla Jakuba oraz 500-stronicowy dodatek nazwany „Berejskim podręcznikiem nauczycieli biblijnych”. Ta edycja z roku 1907 została nazwana „Biblią nauczycieli”.
Od roku 1926 rozpoczęto druk przekładów biblijnych na własnych maszynach drukarskich, a pierwszym samodzielnie wydrukowanym przekładem był The Emphatic Diaglott dokonany przez Benjamina Wilsona. W latach 1942–1950 Świadkowie Jehowy wydrukowali i rozprowadzili około 700 tysięcy egzemplarzy Biblii króla Jakuba z 1611 roku. W latach 1944–1950 wydrukowali i rozpowszechnili ponad 250 tysięcy sztuk przekładu American Standard Version z roku 1901.
Począwszy od roku 1879 w „Strażnicy” oraz w innych publikacjach Towarzystwa Strażnica powoływano się na dziesiątki różnych przekładów Pisma Świętego. Jednak mimo licznych zalet wielu przekładów Biblii używanych i rozpowszechnianych przez Świadków Jehowy ich zdaniem te przekłady biblijne posiadały też swoje wady. Uważali, że znajdowały się w nich niekonsekwentne lub nietrafione sformułowania oparte na tradycyjnych dogmatach lub na świeckiej filozofii, przez co przekłady te nie zawsze dokładnie przekazywały pierwotną treść Biblii. Często też nie zawierały one imienia Bożego w tekście głównym. Z tych powodów Nathan H. Knorr, ówczesny prezes Towarzystwa Strażnica, zwłaszcza od 1946 roku poszukiwał wiernego przekładu Pisma Świętego, który byłby zrozumiały dla współczesnych czytelników Biblii.

## Autorzy przekładu
W październiku 1946 roku Nathan H. Knorr przedstawił zarządowi Towarzystwa Strażnica propozycję wydania nowego przekładu Biblii. Tłumaczenie zlecono Komitetowi Przekładu Biblii Nowego Świata (ang. New World Bible Translation Committee). Komitet ten składał się z niewielkiej grupy pomazańców, czyli zgodnie z wierzeniami Świadków Jehowy osób należących do grona 144 000 mających nadzieję żyć w niebie. Pracę nad przekładem rozpoczęto 2 grudnia 1947 roku. 3 września 1949 prezes Towarzystwa Strażnica powiadomił zarząd, że ten komitet przetłumaczył już Chrześcijańskie Pisma Greckie na współczesny język angielski, a także odczytano oświadczenie komitetu o przekazaniu Towarzystwu Strażnica manuskryptów tego przekładu wraz z prawem własności i prawem do publikowania. Pracę nad Starym Testamentem rozpoczęto 12 lutego 1952 roku, a zakończono 13 marca 1960.
Celem Komitetu był przekład Biblii, który byłby jasny i zrozumiały dla czytelników, a przy tym uwzględniający najnowsze wyniki badań naukowych i jednocześnie wierny oryginałowi. Komitet Przekładu Biblii Nowego Świata przyjął trzy zasady, które uwzględniono przy tłumaczeniu: 1) Uświęcić imię Boże przez przywrócenie mu należnego miejsca w Piśmie Świętym. 2) Gdzie to możliwe, oddać tekst dosłownie, natomiast tam, gdzie takie tłumaczenie byłoby niezrozumiałe lub nasuwało czytelnikom mylne wnioski, przekazać właściwy sens. 3) Użyć zrozumiałego języka, który zachęca do lektury.
Tłumaczenie przygotował anonimowy zespół tłumaczy Komitet Przekładu Biblii Nowego Świata, który prosił o zachowanie anonimowości jego członków również po ich śmierci. Życzenie to zostało uszanowane. Komitet ten przekazał opracowany przez siebie tekst Watch Tower Bible and Tract Society of Pennsylvania (Pensylwańskie Towarzystwo Biblijne i Traktatowe – Strażnica) oficynie wydawniczej Świadków Jehowy, a Towarzystwo Strażnica zajęło się jego drukowaniem, tłumaczeniem na inne języki i rozpowszechnianiem.
Wydania w językach innych niż angielski nie zostały przetłumaczone przez Komitet Przekładu Biblii Nowego Świata, lecz zostały przetłumaczone z języka angielskiego na języki współczesne z uwzględnieniem języków oryginału przez zespoły innych tłumaczy. Żaden obcojęzyczny przekład nie jest dziełem jednego tłumacza, lecz został dokonany przez grupę tłumaczy. Najpierw pod kierownictwem Komitetu Redakcyjnego Ciała Kierowniczego zostaje powołany zespół tłumaczy. Praca nad przekładami na inne języki jest ściśle nadzorowana przez Towarzystwo Strażnica. W 1989 roku przy Biurze Głównym powołano dział nazwany Służbą Wspierania Tłumaczeń, który odpowiada na zapytania zespołów tłumaczy. Zespołom tym Towarzystwo Strażnica udostępniło specjalnie przygotowany przez Służbę Wspierania Tłumaczeń program komputerowy Bible Translation System pomocny przy tłumaczeniu Biblii, przeznaczony do organizowania pracy i ułatwiający dostęp do materiałów pomocniczych przy tej pracy, dzięki czemu różnojęzyczne wydania Biblii są ze sobą zgodne. Przeciętnie przetłumaczenie Chrześcijańskich Pism Greckich (Nowego Testamentu) trwa od roku do trzech lat, a całej Biblii – co najmniej cztery lata. Może to trwać dłużej w wypadku języków migowych.

## Podstawa przekładu
W wydaniu angielskim za podstawę tłumaczenia w zakresie Starego Testamentu przyjęto tekst Biblia Hebraica Rudolfa Kittela (wydania 7, 8 i 9 z lat 1951–1955), a w zakresie Nowego Testamentu tekst krytycznego wydania The New Testament in the Original Greek Brooke’a Westcotta i Fentona Horta z roku 1881 sięgając również do wydania Novum Testamentum Graece Erwina Nestlego z roku 1948. Wydanie zrewidowane z roku 1984 wykorzystywało dodatkowo tekst Biblia Hebraica Stuttgartensia z roku 1977, którym posłużono się głównie do uaktualnienia przypisów. Dodatkowo w wielu miejscach skorzystano również z tekstów Zwojów znad Morza Martwego oraz wielu wczesnych przekładów.
W wydaniu zrewidowanym z 2013 roku w zakresie tekstu hebrajskiego korzystano z Biblia Hebraica Stuttgartensia oraz Biblia Hebraica Quinta. Natomiast w zakresie tekstu greckiego w porównaniu z edycją z roku 1984 posłużono się dodatkowo tekstem Nestle-Aland oraz tekstem Zjednoczonych Towarzystw Biblijnych (UBS).

### Diagramy zależności Przekładu Nowego Świata
Diagramy przedstawiające teksty źródłowe użyte przy tłumaczeniu Pisma Świętego w Przekładzie Nowego Świata na język angielski (wydanie z roku 1984):

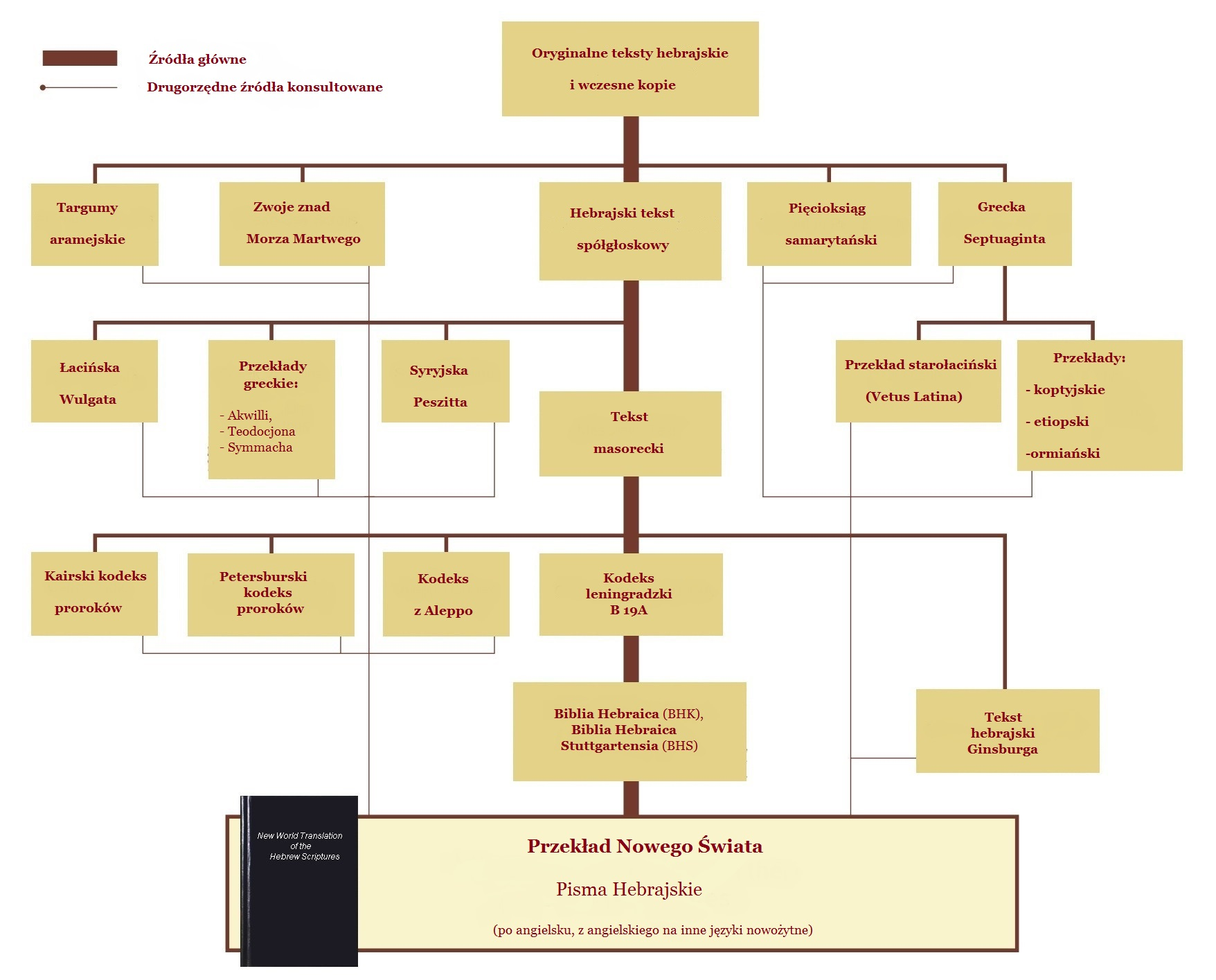
Pisma Hebrajskie
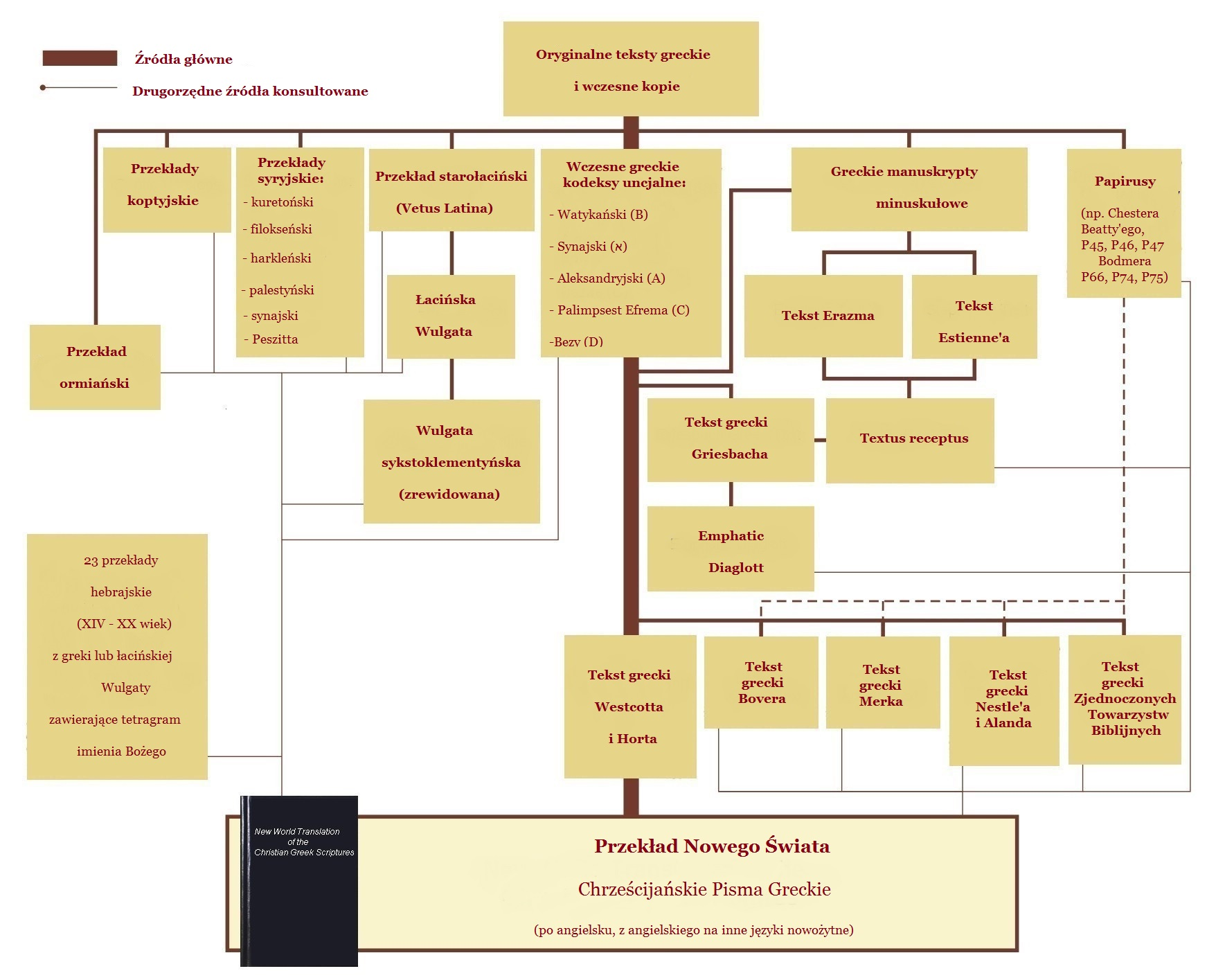
Chrześcijańskie Pisma Greckie

## Historia wydań

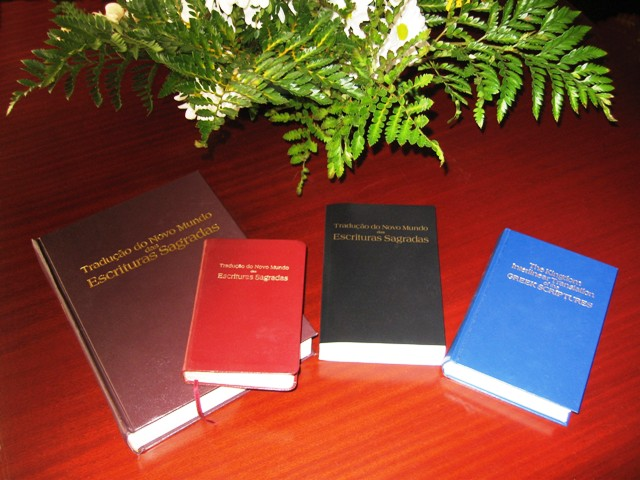
Różne edycje Przekładu Nowego Świata (wydanie dużym drukiem, kieszonkowe, standardowe oraz wydanie w Przekładzie Międzywierszowym)

Początkowo w latach 1950–1960 przekład ten był publikowany w sześciu kolejnych tomach. Skład tomu pierwszego, Chrześcijańskich Pism Greckich, rozpoczęto 29 września 1949 roku. Jego wydanie ogłosił Nathan H. Knorr 3 sierpnia 1950 roku podczas kongresu Świadków Jehowy pod hasłem „Rozrost Teokracji”, który odbywał się na nowojorskim stadionie Yankee. W 1952 roku wydano zrewidowane wydanie Chrześcijańskich Pism Greckich opracowane rok wcześniej. W roku 1953 ukazał się tom I Pism Hebrajskich w Przekładzie Nowego Świata zawierający księgi od Rodzaju do Rut, w roku 1955 tom II od 1 Samuela do Estery, w roku 1957 tom III od Hioba do Pieśni nad Pieśniami, w roku 1958 tom IV od Izajasza do Lamentacji. Wydanie tomu piątego Pism Hebrajskich (od Ezechiela do Malachiasza), a zarazem szóstego tomu całego Przekładu Nowego Świata ogłosił N.H. Knorr 18 czerwca 1960 roku na kongresie pod hasłem „Lud zabiegający o pokój” w Manchesterze.
To pierwsze wydanie sześciotomowe posiadało rozbudowane przypisy zawierające argumenty na poparcie wiarygodności Pisma Świętego, a także system łańcuchów odsyłaczy do kluczowych tekstów dotyczących danego zagadnienia. Ponadto każdy tom zawierał przedmowy, zdjęcia starożytnych manuskryptów, a także skorowidze oraz mapy.
W roku 1961 na kongresach pod hasłem „Zjednoczeni wielbiciele” udostępniono zrewidowane wydanie jednotomowe. Wydanie to liczące 1472 strony zawierało również konkordancję, omówienie tematów biblijnych oraz mapki. Było ono udostępniane w cenie 1 dolara za egzemplarz. Dwa lata później, 30 czerwca 1963 roku na kongresie pod hasłem „Wiecznotrwała dobra nowina” ogłoszono wydanie specjalnej jednotomowej edycji Pisma Świętego w Przekładzie Nowego Świata, która miała stanowić pomoc do prowadzenia studium Biblii.
Drugie wydanie zrewidowane zostało udostępnione na kongresach pod hasłem „Ludzie dobrej woli” w roku 1970, trzecie w 1971 z przypisami, czwarte w roku 1981. Kolejne wydanie zrewidowane ukazało się w roku 1984 na kongresach pod hasłem „Rozwój Królestwa”. Wydanie to zawiera ponad 11 tysięcy przypisów, a także przeszło 125 tysięcy uaktualnionych i przejrzanych odsyłaczy, które pierwotnie znalazły się w pierwszym wydaniu sześciotomowym z lat 1950–1960. Zawiera również 43 artykuły dodatkowe, obszerną konkordancję oraz mapy biblijne. W tym samym roku ten sam tekst przekładu wydano z odsyłaczami, ale bez przypisów, w formacie standardowym. Ostatnie zrewidowane wydanie w języku angielskim pochodzi z roku 2013.

### Przekład międzywierszowy

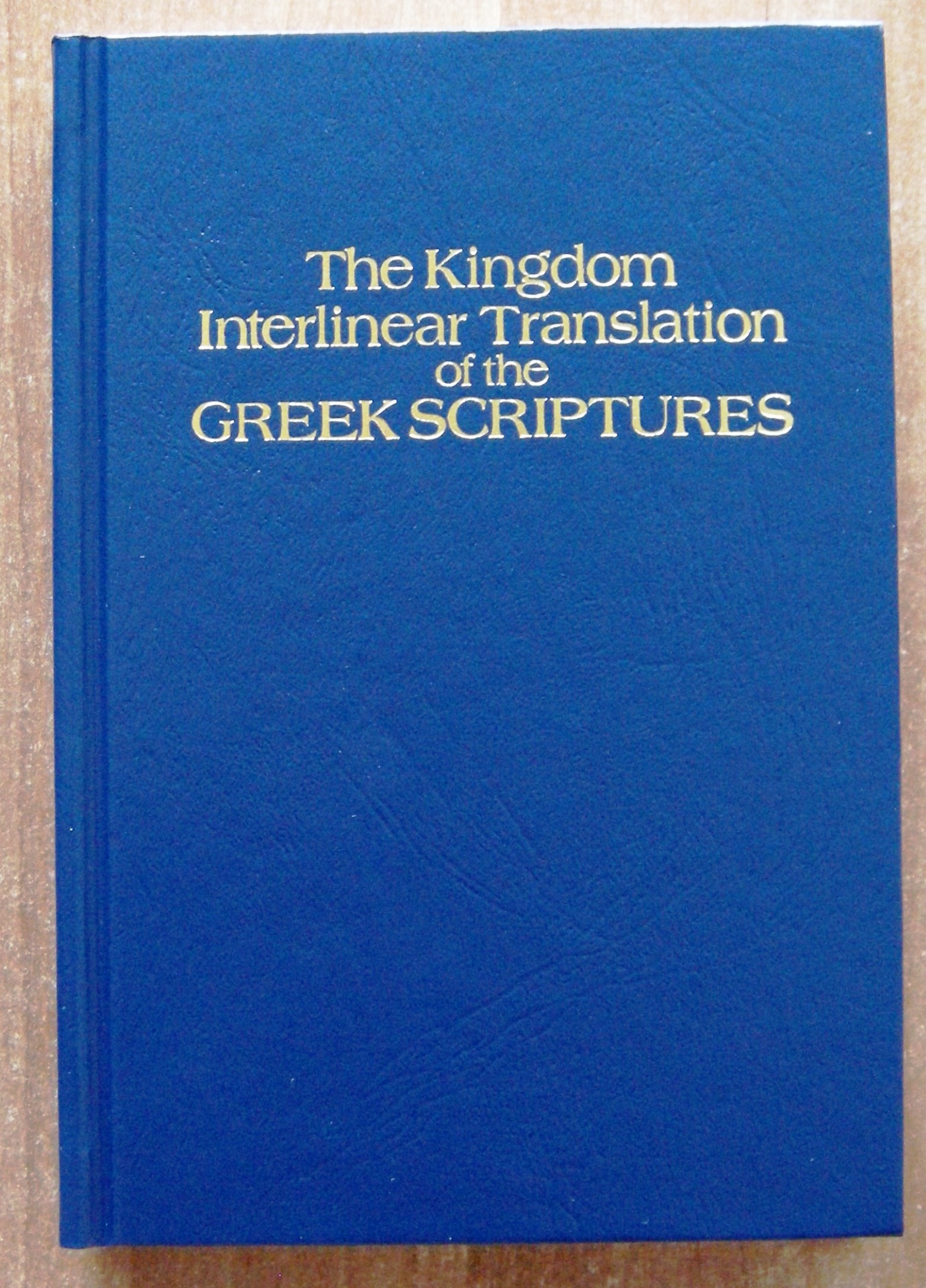
The Kingdom Interlinear Translation of the Greek Scriptures (edycja z 1985 roku)

W roku 1969 na kongresie pod hasłem „Pokój na ziemi” wydano wersję Pisma Greckie w międzywierszowym przekładzie Królestwa (ang. The Kingdom Interlinear Translation of the Greek Scriptures). Na każdej stronie zawiera ona dwie szpalty – lewa, szersza to oryginalny tekst grecki Nowego Testamentu The New Testament in the Original Greek w opracowaniu krytycznym biblistów B.F. Westcotta i F.J.A. Horta pochodzący z roku 1881, a także umieszczone pod nim najwierniej odpowiadające słowo angielskie zgodnie z dosłownym tłumaczeniem na język angielski z roku 1969 – „Word-for-word English translations” (Angielski przekład dosłowny) oraz prawą, węższą szpaltę zawierającą tekst Chrześcijańskich Pism Greckich w Przekładzie Nowego Świata.
U dołu stron zamieszczono też uwagi marginesowe z odnośnikami do ogółem 53 rękopisów biblijnych oraz przekładów Pisma Świętego. Przekład zawiera również dodatki informacyjne o przekładzie, mapy, ryciny i plany oraz diagram ilustrujący podstawy greki i znaczenie przyimków. Wydanie zrewidowane przekładu międzywierszowego zostało opublikowane w 1995 roku. Nakład tej publikacji wyniósł 800 tysięcy egzemplarzy. Jest ona dostępna jedynie w języku angielskim. Od 7 października 2013 roku dostępna jest także w bezpłatnej aplikacji „JW Library” dla urządzeń cyfrowych i stacjonarnych, a od 2017 roku w darmowym serwisie jw.org.

### Inne formaty
W roku 1971 wydano Przekład Nowego Świata w dużym formacie, w 1978 roku pierwsze wydanie na kasetach magnetofonowych, a w latach 1983–1988 wydano je w alfabecie Braille’a. W roku 2021 w 10 językach był dostępny w tym alfabecie. Z czasem nagrania dźwiękowe tekstu całej Biblii lub jej części pojawiły się w 20 językach (także pełny tekst Przekładu Nowego Świata w języku polskim). W roku 1984 wydano przekład z przypisami (dostępny w wybranych językach, m.in. angielskim, hiszpańskim, portugalskim i niemieckim), a rok później dużym drukiem w czterech tomach (także w wybranych językach).
W 1986 roku Pismo Święte w Przekładzie Nowego Świata wydano na dyskietkach, a w roku 2004 w formacie MP3. Później ukazała się elektroniczna wersja tekstowa (także wydanie standardowe w formacie pdf) i audio w oficjalnym serwisie internetowym Świadków Jehowy – jw.org. Od grudnia 2014 roku jest stopniowo udostępniana także wersja dźwiękowa z podziałem na role. W nagraniach tych każdej z ponad tysiąca postaci biblijnych przyporządkowano inny głos, w tym również uwzględniono różne głosy dla jednej postaci w różnym wieku.
Od 7 października 2013 roku dostępna jest także bezpłatna aplikacja „JW Library” dla urządzeń cyfrowych i stacjonarnych. W języku angielskim zapewnia ona dostęp do zrewidowanego Przekładu Nowego Świata z roku 2013, sześciu innych przekładów Biblii oraz do publikacji biblijnych. W językach, w których to wydanie zrewidowane nie jest dostępne, umożliwia korzystanie z wydania wcześniejszego oraz z dostępnych publikacji.
6 czerwca 2007 roku Ciało Kierownicze zachęciło głosicieli do posiadania własnego egzemplarza Biblii do studium. Od 4 października 2015 roku w serwisie internetowym jw.org w wybranych językach publikowane są kolejne księgi Pisma Świętego w Przekładzie Nowego Świata – wydanie do studium, które zawiera narzędzia do studium: wprowadzenie do każdej księgi biblijnej – w tym film wprowadzający, przegląd oraz podsumowanie każdej księgi, przypisy, skategoryzowane odniesienia marginesowe, multimedia (zdjęcia i filmy), słowniczek terminów biblijnych, załączniki zawierające mapy, wykresy i inne materiały badawcze czy audiobook. Od 6 lutego 2020 roku w języku polskim w wersji do studium dostępna jest Ewangelia według Mateusza, z czasem stopniowo są udostępniane kolejne księgi biblijne. Od 5 października 2019 roku dostępne jest angielskojęzyczne wydanie drukowane części I Pisma Świętego w Przekładzie Nowego Świata – wydanie do studium. Ta 896-stronicowa publikacja zawiera materiały z elektronicznego wydania, obejmującego księgi od Ewangelii według Mateusza do Dziejów Apostolskich. Każda księga została poprzedzona wprowadzeniem zawierającym zarys treści i komentarze umieszczone pod wersetami biblijnymi; posiada śródtytuły i szerokie marginesy na notatki. Wydanie to posiada również mapy i galerię ze 153 ilustracjami. W słowniczku zamieszczono definicje terminów biblijnych i językowych występujących w tekście głównym i komentarzach. Zawiera też plan przeczytania całej Biblii w ciągu jednego roku.

### Tłumaczenie na inne języki

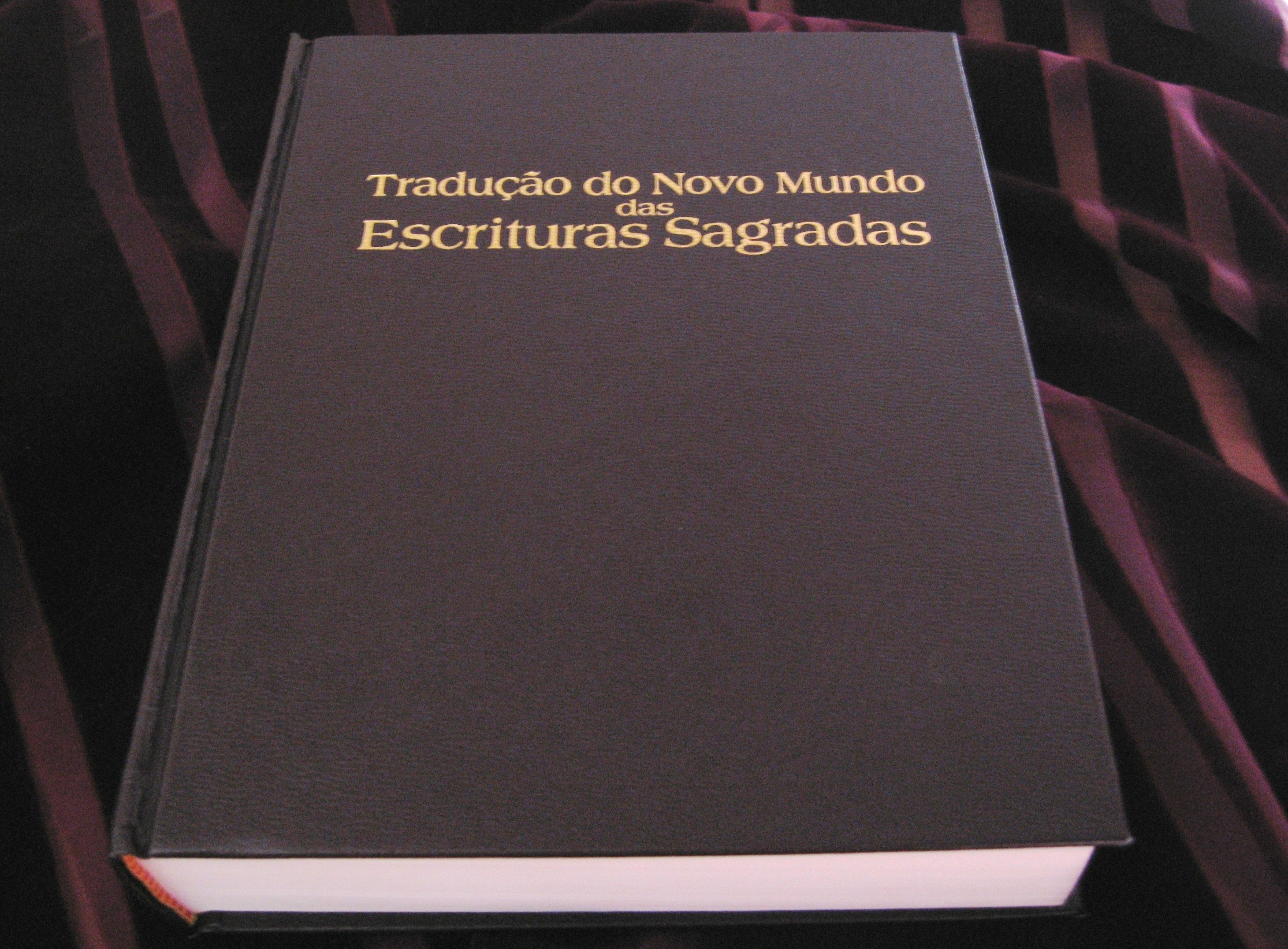
Pismo Święte
w Przekładzie Nowego Świata
w języku portugalskim
(wydanie z przypisami)

W 1961 roku Towarzystwo Strażnica poinformowało o zamiarze wydania Przekładu Nowego Świata w sześciu językach będących w powszechnym użyciu. Zespoły tłumaczy zaproszono do Biura Głównego. W rezultacie ich pracy w lipcu 1963 roku na kongresie pod hasłem „Wiecznotrwała dobra nowina” w Milwaukee ogłoszono wydanie Chrześcijańskich Pism Greckich w Przekładzie Nowego Świata w językach francuskim (cały przekład w roku 1974), hiszpańskim (cały: 1967), holenderskim (1969), niemieckim (1971), portugalskim (1967) i włoskim (1968). Były to pierwsze wersje nieanglojęzyczne Przekładu Nowego Świata. W roku 1973 wydano Chrześcijańskie Pisma Greckie w języku japońskim (cały przekład w roku 1982), w 1974 w języku duńskim (1985), w 1975 w fińskim (1995), a w roku 1976 w języku szwedzkim (1992).
Do roku 1989 w całości lub w części Przekład Nowego Świata był dostępny w 11 językach. Powołano wówczas dział Służby Wspierania Tłumaczeń, a praca nad tłumaczeniem tego przekładu na inne języki uległa przyspieszeniu. Dzięki wprowadzeniu programu komputerowego Bible Translation System, opracowanego przez dział Służby Wspierania Tłumaczeń, do 2001 roku Przekład Nowego Świata wydano w 29 kolejnych językach i w tym roku był już dostępny w całości lub częściowo w 41 językach. W roku 2004 liczba języków, w których przekład był dostępny, przekroczyła 50. W 2005 roku Ciało Kierownicze Świadków Jehowy postanowiło, by Przekład Nowego Świata w pierwszej kolejności przekładać na te języki, w których wydawana jest „Strażnica”, tym samym podjęło decyzję o włączeniu tłumaczenia Pisma Świętego do standardowych zadań zespołów tłumaczy publikacji Towarzystwa Strażnica. Dzięki temu w roku 2013 liczba wydrukowanych egzemplarzy Przekładu Nowego Świata wyniosła 201 milionów w 121 językach, do listopada 2017 było to odpowiednio ponad 218 milionów w przeszło 160 językach, do lutego 2021 roku ponad 240 milionów w przeszło 200 językach, a do 2023 roku ponad 245 milionów egzemplarzy w ponad 240 językach. Świadkowie Jehowy w roku 2020 wydali Przekład Nowego Świata w 33 nowych językach. W 2021 roku wydali Biblię – w całości lub części – w kolejnych 36 językach.
Pismo Święte Świadkowie Jehowy wydają bezpłatnie. Na jego produkcję pokrywają z dobrowolnych datków. W 2019 roku tylko na materiały do produkcji Biblii wydano ponad 20 milionów dolarów. Wolontariusze drukarni poświęcili na produkcję i wysyłkę Biblii ponad 300 000 godzin.
Produkuje się również specjalne wydanie Biblii dla więźniów w zakładach karnych, w których dozwolone jest posiadanie tylko książek w miękkich okładkach.
W języku polskim w lipcu 1994 roku został opublikowany przekład 27 ksiąg Chrześcijańskich Pism Greckich. Następnie w roku 1997 ukazało się wydanie całej Biblii, zawierające tłumaczenie Pism Hebrajsko-Aramejskich (Starego Testamentu) oraz w niewielkim stopniu zrewidowaną wersję Chrześcijańskich Pism Greckich opublikowanych w roku 1994. Wydanie to zostało oparte na angielskim wydaniu zrewidowanym opublikowanym w roku 1984. W roku 1999 w języku polskim ukazało się wydanie dużym drukiem, natomiast w 2001 roku kieszonkowe wydanie ekskluzywne. W roku 2006 wydrukowano w języku polskim edycję tego przekładu w miękkiej okładce, następnie wydrukowano edycję w twardej okładce, klejone, z wzmocnioną wyklejką. W sierpniu 2018 roku wydano zrewidowaną edycję Przekładu Nowego Świata opartą na wydaniu angielskim z 2013 roku. Przekład na język polski nie został przełożony przez członków New World Bible Translation Committee, lecz jest tłumaczeniem wydania angielskiego z uwzględnieniem języków oryginału, dokonanym przez zespół polskich tłumaczy Biblii.
Od 2005 roku rozpoczęto wydawanie Przekładu Nowego Świata w językach migowych. Tłumaczenie rozpoczęto od przekładu Ewangelii według Mateusza na amerykański język migowy. Do roku 2010 przetłumaczono wszystkie księgi Nowego Testamentu na ten język migowy, a do 2020 roku wszystkie księgi całej Biblii. Jest to pierwszy pełny przekład Biblii na amerykański język migowy i prawdopodobnie pierwszy opublikowany przekład w jakimkolwiek języku migowym. 13 grudnia 2019 roku opublikowano Chrześcijańskie Pisma Greckie (Nowy Testament) w argentyńskim języku migowym. Jest to pierwsze tłumaczenie Nowego Testamentu w tym języku.
Przynajmniej jedna księga biblijna została przetłumaczona na 28 języków migowych. Na potrzeby osób niesłyszących udostępniono aplikację „JW Library Sign Language” dla urządzeń cyfrowych w językach migowych. Pozwala ona oglądać te księgi biblijne w Przekładzie Nowego Świata, które zostały przełożone na języki migowe. Można w niej też oglądać te wersety, które nie wchodzą w skład przełożonych w całości ksiąg biblijnych, lecz zostały nagrane na potrzeby różnych publikacji. 17 grudnia 2017 roku wydano Ewangelię według Mateusza w polskim języku migowym. Od tego czasu udostępniane są kolejne księgi biblijne. 19 czerwca 2022 roku przetłumaczono na ten język całe Chrześcijańskie Pisma Greckie, jest to pierwsze wydanie całego Nowego Testamentu w polskim języku migowym.
Od 2011 roku, gdy wydano Chrześcijańskie Pisma Greckie w Przekładzie Nowego Świata w języku tuvalu, grupa językowa posługująca się tym językiem była najmniejszą grupą, która otrzymała ten przekład Biblii (językiem tuvalu posługuje się bowiem mniej niż 15 tysięcy osób).
W roku 2013 wydano w języku japońskim publikację Biblia – Ewangelia według Mateusza. W przeciwieństwie do większości publikacji Świadków Jehowy w języku japońskim publikacja ta ma pionowy układ znaków. Zawiera przedruk Ewangelii Mateusza z Przekładu Nowego Świata. Jest ona przeznaczona dla Japończyków, którzy dotychczas mieli niewielką styczność z Pismem Świętym. W języku hebrajskim oprócz wydania standardowego w styczniu 2020 roku wydano Tanach zachowujący tradycyjną kolejność ksiąg (Prawo, Prorocy, Pisma).
W języku osetyjskim Pismo Święte w Przekładzie Nowego Świata jest jedynym pełnym przekładem Biblii. W języku uzbeckim Przekład Nowego Świata (Nowy Testament wydany w 2010) jest jednym z dwóch pierwszych przekładów Biblii na ten język wydanych niemal w tym samym czasie, w roku 2017.

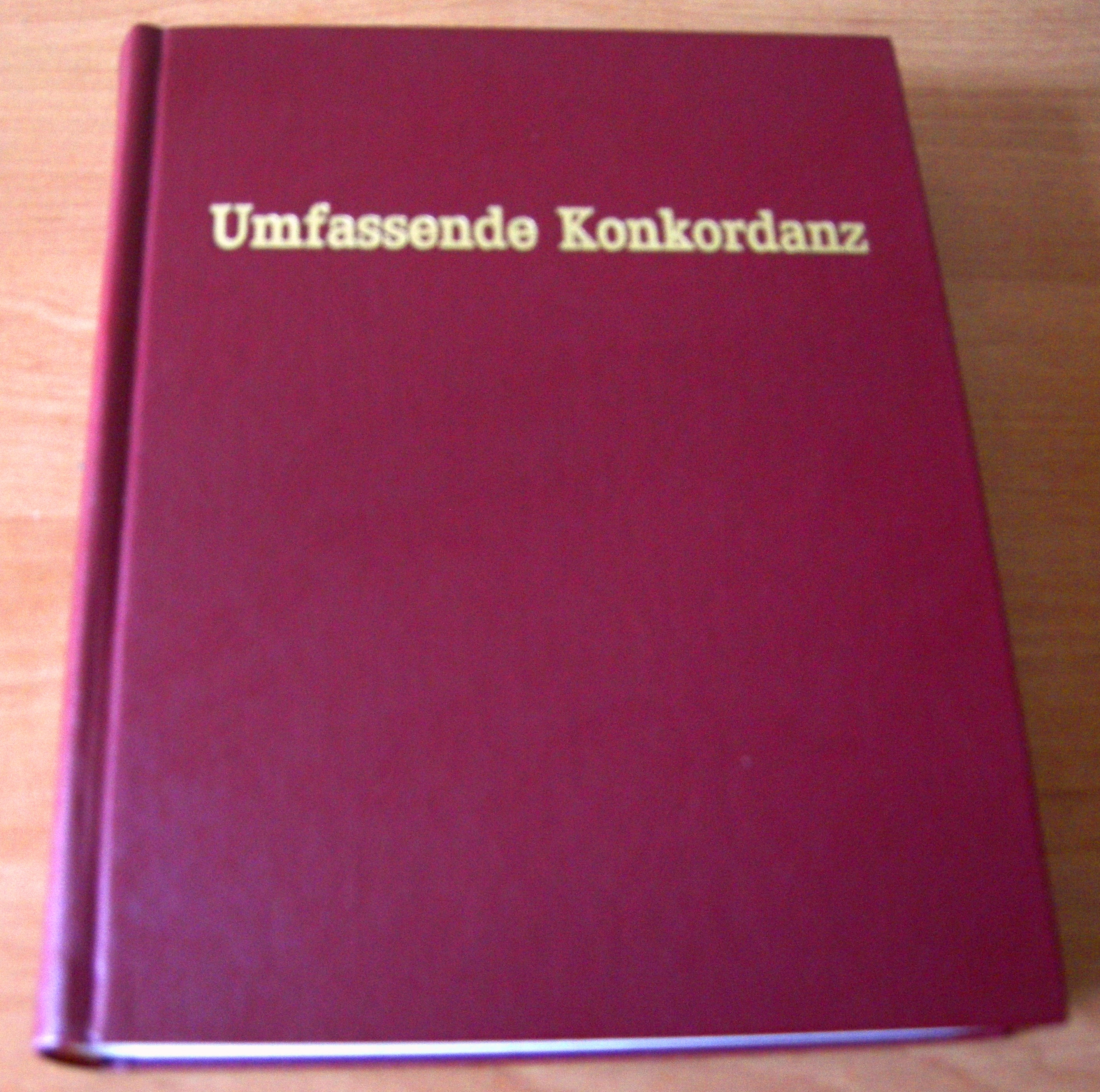
Konkordancja do Pisma Świętego w Przekładzie Nowego Świata

17 sierpnia 2017 roku Sąd Miejski w rosyjskim mieście Wyborg obłożył zakazem Pismo Święte w Przekładzie Nowego Świata na terenie Rosji. Choć prawo Rosji nie zezwala na objęcie zakazem rozpowszechniania Biblii, to powołani przez sąd biegli uznali, że to tłumaczenie nie jest Biblią. 21 września 2017 roku Świadkowie Jehowy złożyli odwołanie od tego wyroku, w którym m.in. stwierdzili, że w swojej decyzji Sąd Miejski odniósł się do badania przeprowadzonego przez nauczycielkę Natalię Kriukową, która nie jest uprawniona do przeprowadzenia takiego badania. Ponadto sądowa „ekspertyza” jest sprzeczna z wnioskami naukowymi powołanych specjalistów z dziedziny lingwistyki i religioznawstwa. 20 grudnia 2017 roku Leningradzki Sąd Okręgowy odrzucił odwołanie od tego wyroku, tym samym podtrzymując wyrok, który uznał rosyjskie wydanie Pisma Świętego w Przekładzie Nowego Świata za materiał o charakterze ekstremistycznym i obłożył je zakazem.

### Konkordancja
W 1973 roku wydrukowano Szczegółową konkordancję do Pisma Świętego w Przekładzie Nowego Świata (ang. Comprehensive Concordance of the New World Translation of the Holy Scriptures). Na 1280 stronach zawiera ona około 14 700 haseł i 333 200 pozycji.

## Cechy charakterystycznePrzekładu Nowego Świata

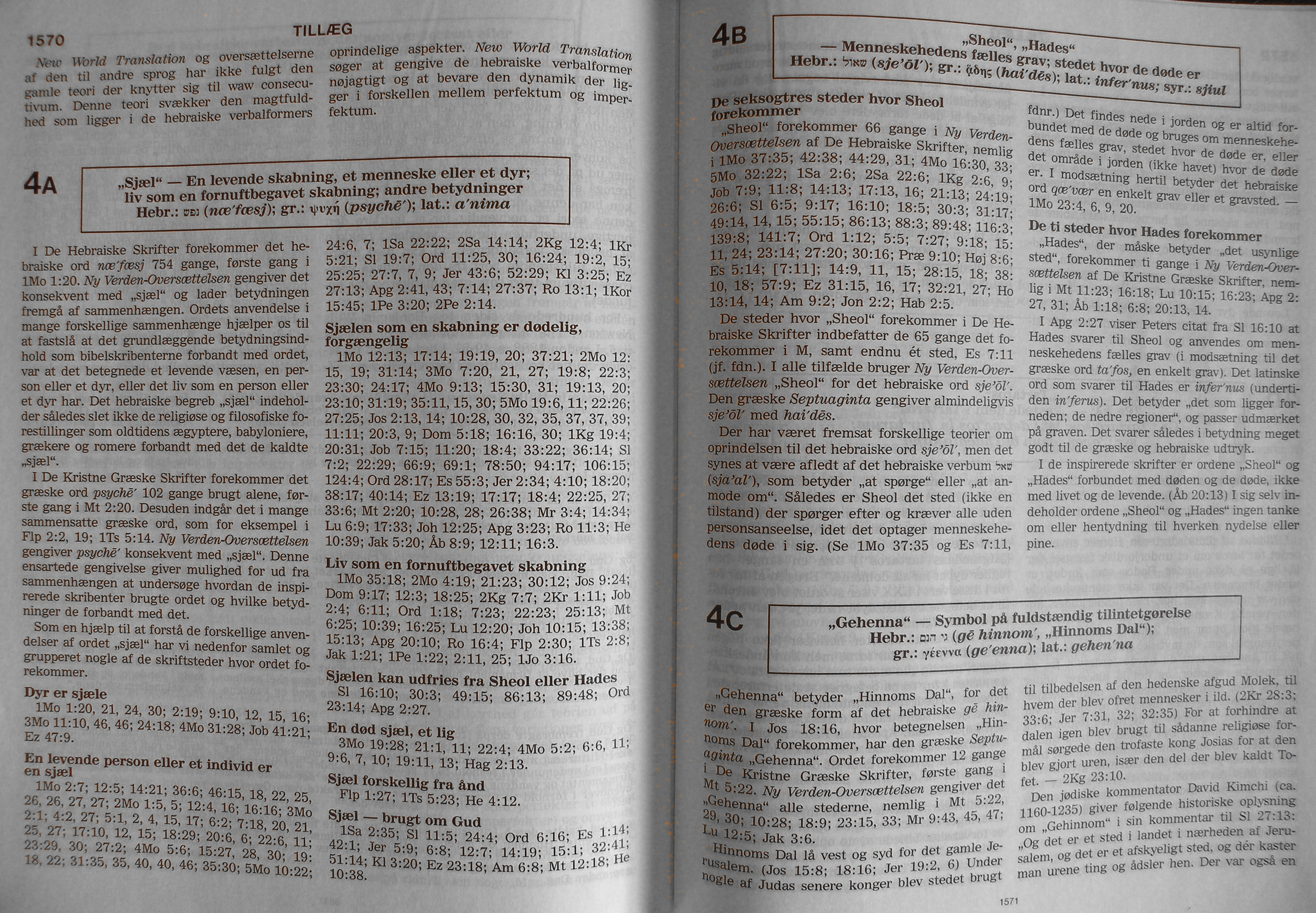
Dodatki

Przekład Nowego Świata zawiera protestancki kanon Biblii, a więc 66 ksiąg, bez ksiąg deuterokanonicznych. Ponieważ Świadkowie Jehowy nie używają terminów Stary i Nowy Testament, zastąpiono je nazwami Pisma Hebrajskie oraz Chrześcijańskie Pisma Greckie, zrywając z tradycyjnym podziałem Pisma Świętego Świadkowie Jehowy uznają, że określenia Stary i Nowy Testament mogą sugerować, że pierwsza część Biblii, obejmująca mniej więcej trzy czwarte jej treści, jest przestarzała.
W przekładzie posłużono się językiem współczesnym, łatwo zrozumiałym dla współczesnego czytelnika. Każdemu słowu oryginału starano się przypisać odpowiadające mu jedno słowo angielskie, a następnie z tego tłumaczenia, o ile to było możliwe, jedno słowo polskie. W wypadku nazw własnych i słów, których znajomość wymowy zanikła, dokonano transliteracji.
W niektórych wydaniach Przekład Nowego Świata zawiera takie dodatki jak: szczegółowe mapy, diagramy jednostek miar długości, pojemności i innych wymienianych w Biblii, zestawienia pisarzy i dat spisania ksiąg biblijnych, tematy do rozmów, skorowidz, a także merytoryczne opracowania niektórych tematów biblijnych (obecne także w wyd. polskim). W wielu edycjach na każdej stronie umieszczono w środkowej szpalcie odsyłacze do pokrewnych tekstów biblijnych, których jest w sumie ponad 125 tysięcy. Natomiast wydanie zrewidowane z roku 2013 zawiera blisko 60 tysięcy odsyłaczy. W niektórych językach wydano wersje z przypisami (w języku polskim brak). Przypisy zawierają m.in. różne warianty tekstów rękopisów. Większość wydań Przekładu Nowego Świata cechuje również zastosowanie żywej paginy, ułatwiającej odnajdywanie wersetów biblijnych.

### Imię Boże
We wstępie do pierwszego sześciotomowego wydania Przekładu Nowego Świata z lat 1950–1960 podkreślono, że wyróżniającą go cechą jest przywrócenie imieniu Bożemu należnego mu miejsca w tekście Biblii. Komitet Przekładu Biblii Nowego Świata rozważając użycie imienia Bożego w tekście Nowego Testamentu w miejsce greckich słów Κύριος i Θεός wyszukiwał miejsca, w których pisarze cytowali wersety, urywki lub wyrażenia ze Starego Testamentu, a następnie sprawdzał, czy występuje tam imię Boże. W ten sposób, zawsze za podstawę biorąc Pisma Hebrajskie, określono, do kogo odnoszą się terminy Κύριος i Θεός. Dla dalszego upewnienia się co do trafności oceny umieszczenia imienia Bożego szukano potwierdzenia w 21 przekładach Nowego Testamentu na język hebrajski. Potwierdzenie takie znaleziono dla każdego miejsca tekstu głównego, w którym w Przekładzie Nowego Świata użyto imienia Jehowa. Wśród wykorzystanych przekładów znalazła się Ewangelia Mateusza z dzieła Szem Toba, najstarszy zachowany przekład Ewangelii Mateusza w tym języku.
W rezultacie w tekście Nowego Testamentu w 237 miejscach użyto imienia Jehowa. Wydawcy przyznają, że nie zachowały się manuskrypty, które miałyby jednoznacznie dowodzić, że występowało ono w oryginale Nowego Testamentu. Decyzję o umieszczeniu imienia Bożego w cytatach ze Starego Testamentu uzasadniają m.in. faktem, że kopie tej części Biblii wykorzystywane za dni Jezusa i apostołów wszędzie zawierały tetragram, a także opierając się na najstarszych zachowanych kopiach Septuaginty, najczęściej przytaczanego źródła cytatów Starego Testamentu, które zachowują imię Boże zapisywane literami hebrajskimi. Dodatkowo w samym Nowym Testamencie w Księdze Objawienia 19:1, 3, 4, 6 w zwrocie „Alleluja” (gr. Ἁλληλουιά) występuje skrócona forma imienia Bożego pochodząca od hebrajskiego wyrazu oznaczającego dosłownie „Wysławiajcie Jah”.
W dodatkach do wydania rewizji przekładu z roku 2013 powołano się również na słowa Jezusa, który w modlitwie do Boga powiedział: „Wyjawiłem Twoje imię ludziom, których mi dałeś ze świata”, a dalej dodał, że w dalszym ciągu będzie zapoznawał drugich z imieniem Stwórcy (Jana 17:6, 11, 12, 26). Również uczeń Jakub oznajmił starszym żydowskim w Jerozolimie: „Symeon wyczerpująco opowiedział, jak Bóg po raz pierwszy zwrócił uwagę na inne narody, żeby wybrać spośród nich lud, który by nosił Jego imię” (Dzieje 15:14). Zaznaczono, że słowa te byłyby nielogiczne, gdyby w I wieku nikt nie używał imienia Bożego.
W tym samym dodatku powołano się również na Toseftę zawierającą żydowskie teksty pochodzące z końca III wieku, która wskazuje, że chrześcijanie pochodzenia hebrajskiego w swoich pismach posługiwali się tetragramem imienia Bożego. Według tego samego historycznego źródła żyjący na początku II wieku rabin Jose ha-Gelili, mówiąc o tekstach rozumianych jako chrześcijańskie uznał, że znajdujące się w nich tetragramy należało usunąć, a pozostałą część spalić w inne dni tygodnia niż w sabat.
Przekład Nowego Świata, jako jedyny w języku polskim, w 134 miejscach przywraca imię Boga do tekstu zamienione przez soferów na tytuł Adonaj (Pan) oraz w 7 miejscach na Elohim (Bóg). Łącznie, zarówno w Starym, jak i w Nowym Testamencie, przekład ten w rewizji z 1984 roku używa imienia Bożego w formie „Jehovah” 7210 razy. Wydanie zrewidowane z roku 2013 na podstawie analizy Zwojów znad Morza Martwego i innych starożytnych rękopisów zawiera imię Boże w 6 dodatkowych miejscach.

### Przyjęte zasady tłumaczenia
Według Towarzystwa Strażnica podczas tłumaczenia z niezwykłą troskliwością zadbano o konsekwentne i jednolite tłumaczenie kluczowych określeń. Na przykład wszędzie, gdzie występowało słowo hebr. nefesz lub gr. psyche, zastosowano wyraz „dusza”. Dołożono starań, by tłumaczenie było wierne, dosłowne i tam, gdzie to możliwe, jednolite. Wszędzie, gdzie napotkano na homonimy, korzystano z rozstrzygnięć Ludwiga Koehlera i Waltera Baumgartnera (Lexicon in Veteris Testamenti Libros, Lejda 1958).
Uznano, że znaczenie jakiegoś słowa lub wyrażenia jest zależne od kontekstu, w którym zostało użyte. Dla przykładu hebrajskie słowo jad dosłownie oznaczające „rękę” może mieć wiele znaczeń. W zależności od kontekstu przetłumaczono je między innymi jako „władza”, „hojność” czy „moc” (2 Samuela 8:3; 1 Królów 10:13; Przysłów 18:21). Może ono oznaczać między innymi mianowanie na urząd, cieszenie się czyimś szacunkiem, stronę świata, brzeg, wybrzeże, a w znaczeniu symbolicznym wyobraża czasami danego człowieka (1 Samuela 25:8), odnosi się do czyjegoś nastawienia lub jego działań (Rodzaju 16:12) albo też wskazuje odpowiedzialność za czyny (Rodzaju 9:5; Ezechiela 3:18, 20). Zakres znaczeniowy tego słowa jest na tyle szeroki, że w polskiej edycji Przekładu Nowego Świata to hebrajskie słowo ma około 40 odpowiedników.
W tłumaczeniu Przekładu Nowego Świata odrzucono teorię ‘waw consecutivum’, czyli ‘waw następstwa’, bądź ‘waw zwrotnego’. Pogląd ten mówi, że spójnik waw (odpowiednik polskiego „a” lub „i”) miał zmieniać aspekt połączonego z nim czasownika z formy niedokonanej w dokonaną lub odwrotnie. Teorię tę uznano za jedną z przyczyn nieścisłości w oddawaniu form czasowników hebrajskich. Zamiast niej starano się dokładnie oddać specyficzny charakter czasowników hebrajskich, by wiernie oddać sens tekstu oryginalnego. Przekład Nowego Świata – jako jedyny w języku polskim – w części hebrajskiej uwzględnia poprawki soferów.
W przypadku tłumaczenia z języka greckiego starano się oddać rodzaj czynności. Gramatyka grecka pozwala określić, czy czynność jest chwilowa, ciągła, wielokrotna, czy zakończona. Dlatego w języku polskim starano się dodać słowa pomocnicze, tak aby wskazywały na rodzaj czynności. Np. tam, gdzie czasownik ‘miłujcie’ występował w formie ciągłej, oddano go przez ‘stale miłujcie’, a w 1 liście Jana 3:6-8 wyraz ‘nie grzeszy’ oddano ‘nie trwa w grzechu’.

### Przykłady rozwiązań
Przykłady rozwiązań użytych w Przekładzie Nowego Świata:
- przetłumaczono greckie słowo stauròs jako „pal męki” (np. Mateusza 27:40) w miejsce tradycyjnego słowa „krzyż” zgodnie z dosłownym znaczeniem słowa stauròs, oznaczającego w klasycznej grece jedynie pionowy pal, belkę lub słup[i][80];
- przełożono greckie słowo parousía („bycie obok; bycie przy”) występujące 24 razy w NT na „obecność” zgodnie z dosłownym znaczeniem obu jego członów: pará („obok; przy”) oraz ousía („byt; istnienie”)[81];
- w Ewangelii Jana 1:1, 18 greckie słowo theòs odnoszące się do osoby Jezusa oddano jako „bóg” (pisane małą literą) ze względu na to, że w zdaniach, w których przed czasownikiem występuje orzecznik bez rodzajnika określonego ho, wyrażenie uwypukla przede wszystkim cechę podmiotu i w tym wypadku wskazuje na naturę, jaką ma „logos”, a nie na jego pozycję[82].
- przetłumaczono greckie słowo naòs na „świątynia” w Ap 7:15, a w Ap 11:1n. na „sanktuarium świątyni” w zależności od kontekstu[83];
- przetłumaczono greckie słowo parákletos na „wspomożyciel” w J 14:16, 26; 15:26; 16:7 oraz 1 J 2:1[84];
- greckie wyrażenie katʼ oíkon (dosł. „według domu”) oddano jako „od domu do domu”, biorąc pod uwagę, że przyimek katá wraz z rzeczownikiem nie tworzy prostego okolicznika „w domu”, lecz występuje w funkcji dystrybutywnej, wskazując, że omawiana czynność jest wykonywana w wielu miejscach[85] (por. Łk 8:1, „od miasteczka do miasteczka i od wsi do wsi”, Kowalski);
- biblijne terminy bliskoznaczne oddano odmiennymi słowami polskimi, by zasygnalizować ich różne odcienie znaczeniowe; np. słowo syn-te’lei-a oddano jako „zakończenie”, a słowo te’los jako „koniec”, choć w różnych innych przekładach biblijnych oba wyrazy są tłumaczone jednakowo jako „koniec” (Mateusza 24:3, 13). Słowo ko’smos przetłumaczono na „świat”, wyraz ai-on’ na „system rzeczy”, a oi-kou-me’ne na „zamieszkana ziemia”, podczas gdy w wielu przekładach Biblii odpowiednikiem tych dwóch lub trzech słów greckich jest tylko jeden wyraz „świat”, choć w rzeczywistości pomiędzy tymi słowami greckimi zachodzą różnice znaczeniowe (Mateusza 13:38, 39; 24:14)[86].

## Wydanie zrewidowane z 2013

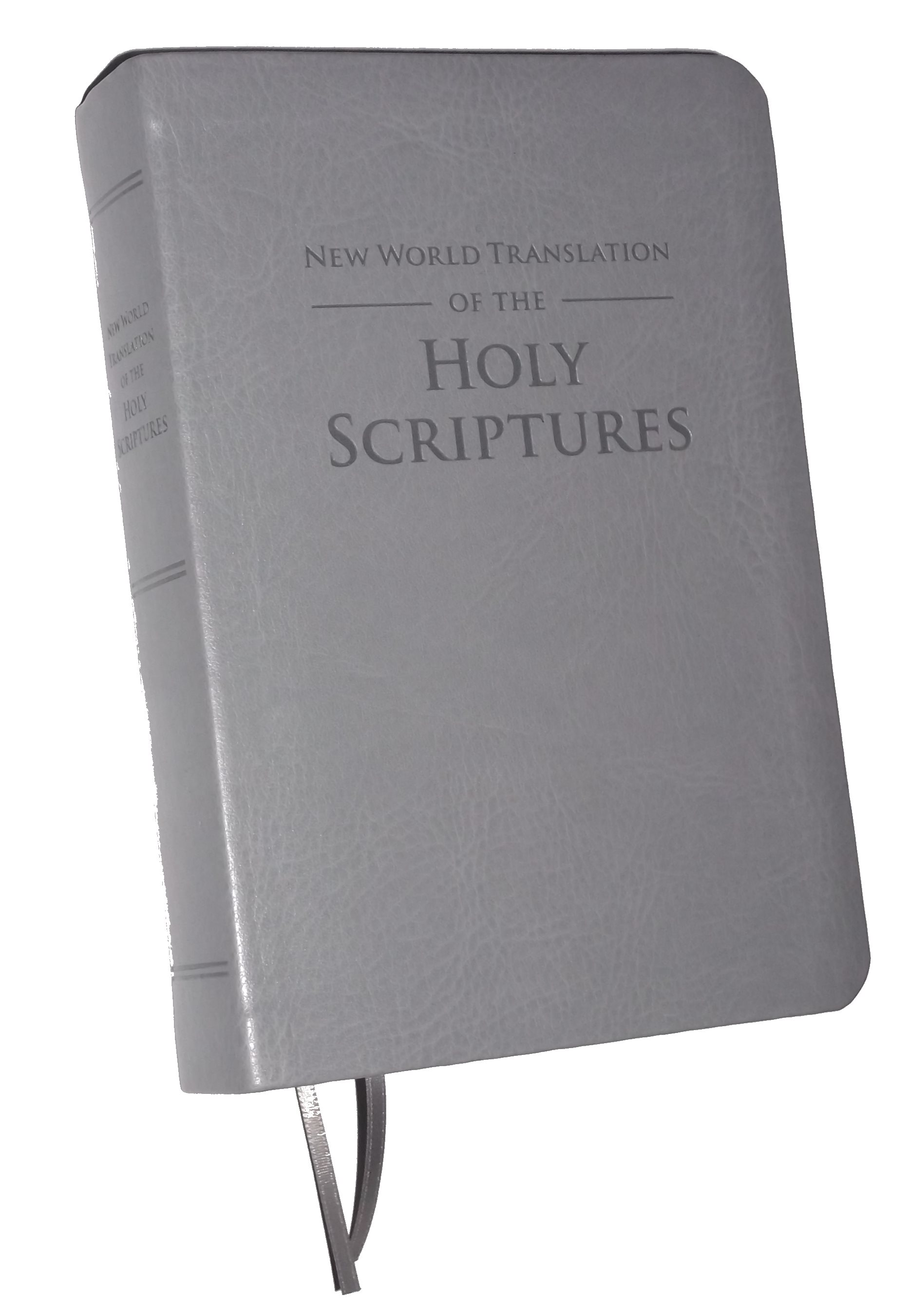
Wydanie zrewidowane z 2013 roku

Ze względu na rozwój biblistyki, jak też naturalne zmiany zachodzące w mowie potocznej, we wrześniu 2007 roku Ciało Kierownicze wyraziło zgodę na zrewidowanie tekstu angielskiego. Wydanie nowej wersji zrewidowanej w języku angielskim ogłoszono na corocznym zebraniu statutowym Towarzystwa Strażnica w dniu 5 października 2013 roku. Zawiera ono około 10% mniej słów, niż wydania poprzednie. Księgom Przysłów i Pieśni nad Pieśniami oraz niektórym rozdziałom ksiąg prorockich zawierającym paralelizmy i kontrasty, charakterystyczne elementy poezji hebrajskiej, nadano formę poezji dla uwydatnienia zawartego w nich orędzia. Do całego wydania dodano też przypisy, które pokazują różne warianty oddania zwrotów lub wyrazów w danym wersecie.
W wydaniu tym wprowadzono kilka istotnych zmian w tłumaczeniu. Usunięto z treści Nowego Testamentu fragmenty znajdujące się dotąd na marginesie, a uznawane za wątpliwe (zakończenie Ewangelii Marka oraz Pericope adulterae). Ze względu na skojarzenia z mitologią grecką terminy biblijne Szeol i Hades – dotąd transliterowane z języków oryginalnych – zastąpiono słowem „grób”. Hebrajskie słowo nefesz, tłumaczone dotąd konsekwentnie na „dusza”, zmieniono na: (1) „osoba”, (2) „życie osób”, (3) „żywe stworzenie”, (4) pragnienie lub apetyt osoby, (5) martwa jednostka – zależnie od kontekstu, w jakim to słowo występuje. Niektórym słowom nadano bardziej dosłowne znaczenie, np. słowo nierządnica zostało zastąpione słowem prostytutka. By dokładniej oddać sens biblijnych słów, termin lojalna życzliwość oddano jako lojalna miłość, a słowo cierpliwość jako zamierzona powściągliwość. Niektóre terminy oddawane do tej pory jednym określeniem oddano różnymi słowami, w zależności od ich kontekstu. Przykładowo hebrajskie słowo ‛olám, tłumaczone poprzednio na „czas niezmierzony” oddano niekiedy jako „na zawsze”.
W tej zrewidowanej wersji dokonano też poprawki odnoszącej się do terminów opisujących płeć. W języku hebrajskim rzeczowniki wskazują płeć męską lub żeńską, a w języku greckim również rodzaj nijaki, czasem jednak dosłowne ich użycie może przesłaniać zamierzone znaczenie oryginału. Dzieje się tak, ponieważ w językach hebrajskim i greckim liczba mnoga jest zazwyczaj rodzaju męskiego, nawet wtedy, gdy odnosi się zarówno do mężczyzn, jak i do kobiet. Na przykład choć określenie „synowie Izraela” może odnosić się do dwunastu synów Jakuba, to jednak częściej odnosi się do całego narodu izraelskiego, a więc zarówno mężczyzn, jak i kobiet. Dlatego jest ono renderowane na słowo „Izraelitów”, by pokazać, że odnosi się do całego narodu. Podobnie, dosłowne wyrażenie „chłopiec bez ojca” zostało oddane jako „sierota”, by pokazać, że może odnosić się zarówno do osieroconego chłopca, jak też do osieroconej dziewczyny. Natomiast większość liczebników zapisywanych poprzednio w tekście słownie oddano cyframi.
Wersja zrewidowana zawiera też wiele nowych rozbudowanych dodatków. Po skorowidzu wprowadzono słownik terminów biblijnych, a inne dodatki znacznie rozszerzono. W porównaniu z wcześniejszymi wydaniami edycja ta zawiera graficzne przedstawienie jednostek miar długości, miar objętości ciał płynnych i sypkich, tabelę środków płatniczych, hebrajskich miesięcy, tabele chronologiczne oraz kilka map ukazujących działalność Jezusa Chrystusa. Zawiera też graficzne przedstawienie Świątyni Jerozolimskiej, Namiotu Wielbienia i stroju kapłana. W języku polskim niektóre z tych dodatków opublikowano już w 2014 roku w broszurze Pomoc do studium Słowa Bożego.
Kierując się odkryciami, które umożliwiły zwoje znad Morza Martwego oraz inne starożytne manuskrypty, postanowiono przywrócić imię Boże w sześciu kolejnych miejscach, w których w tych manuskryptach występuje tetragram, choć nie ma go w tekście masoreckim. W 1 Samuela 2:25; 6:3; 10:26; 23:14, 16 przywrócono imię Boże na podstawie tekstów zwojów znad Morza Martwego, natomiast w Sędziów 19:18 na podstawie analizy starożytnych manuskryptów. Korzystając z treści tekstów zwojów znad Morza Martwego, mających potwierdzenie w Septuagincie, wprowadzono szereg zmian. Na przykład werset 2 Księgi Samuela 13:21 uzupełniono tekst o fragment: „Ale nie chciał zranić uczuć swojego syna Amnona. Kochał go, bo był on jego pierworodnym”. Natomiast w Ewangelii według Mateusza 21:29-31 na podstawie analizy greckich manuskryptów przestawiono kolejność myśli.
Na początku tego wydania zamieszczono Wprowadzenie do Słowa Bożego. Składa się ono z 20 pytań, na które odpowiedzią są cytaty biblijne wraz z podanymi numerami stron, na których się one znajdują. Dodatkowo na początku każdej księgi biblijnej znajduje się zarys treści poszczególnych rozdziałów. W języku polskim przed opublikowaniem wydania zrewidowanego w roku 2018, wprowadzenie to zostało opublikowane w roku 2014 w formie broszury o tytule Poznaj Słowo Boże.

## Porównanie z innymi przekładami
W polskim tłumaczeniu Pisma Świętego w Przekładzie Nowego Świata (wydanie z roku 1997), uwzględniając kontekst, jako tłumaczenie przeszło 5500 słów greckich użyto ponad 15 tysięcy polskich wyrazów lub wyrażeń oraz ponad 27 tysięcy polskich wyrazów lub wyrażeń jako tłumaczenie przeszło 8500 słów hebrajskich. Stało się tak, ponieważ komitet dokonujący tego przekładu uznał, że ważniejsze od dosłowności jest jak najwierniejsze oddanie sensu treści oryginału. Mimo to Przekład Nowego Świata tłumaczy słowa hebrajskie i greckie w możliwie najbardziej jednolity sposób, gdyż w innych polskich przekładach Biblii występuje więcej odpowiedników niż w Przekładzie Nowego Świata, co powoduje, że są one mniej jednolite.
| Wybrane wersety | Przekład Nowego Świata (2018) | Przekład Nowego Świata (1997) | Biblia poznańska | Biblia gdańska |
| --------------- | --- | --- | --- | --- |
| Rdz 1:2         | Ziemia była bezkształtna i pusta, a nad otchłanią wód panowała ciemność. Nad wodami przemieszczała się czynna siła Boża.                                                                                      | A ziemia była bezkształtna i pusta i ciemność panowała na powierzchni głębiny wodnej; a czynna siła Boża przemieszczała się tu i tam nad powierzchnią wód.                              | A ziemia była zupełnym pustkowiem, ciemność zalegała głębię wód, a tchnienie Boże unosiło się nad wodami.                                                                      | A ziemia była niekształtowna i próżna, i ciemność była nad przepaścią, a Duch Boży unaszał się nad wodami.                                                        |
| Rdz 10:9        | Stał się potężnym łowcą przeciwstawiającym się Jehowie. Stąd się wzięło powiedzenie: „On jest jak Nimrod, potężny łowca przeciwstawiający się Jehowie”.                                                       | Okazał się potężnym łowcą na przekór Jehowie. Dlatego mówi się: „Tak jak Nimrod, potężny łowca na przekór Jehowie”.                                                                     | Był on też sławnym myśliwym (przed Jahwe). Stąd poszło przysłowie: Dzielny jak Nimrod, sławny myśliwy (przed Jahwe).                                                           | Ten był możnym myśliwcem przed obliczem Pańskiem; przetoż się mówi: Jako Nemrod możny myśliwiec przed Panem.                                                      |
| Kpł 17:11       | Bo we krwi jest życie. Pozwalam jej używać tylko na ołtarzu, żebyście mogli dokonywać za siebie przebłagania. Ponieważ we krwi jest życie, to ona dokonuje przebłagania.                                      | Bo dusza ciała jest we krwi, a ja dałem ją na ołtarz, abyście dokonywali przebłagania za swe dusze, gdyż to krew dokonuje przebłagania dzięki duszy, która w niej jest.                 | Albowiem życie ciała jest we krwi: Ja wam ją dałem na ołtarz, aby dokonać przebłagania za wasze winy; krew jest więc przebłaganiem za życie.                                   | Albowiem dusza wszelkiego ciała we krwi jego jest; a Ja dałem ją wam na ołtarz ku oczyszczeniu dusz waszych; bo krew jest, która duszę oczyszcza.                 |
| Lb 2:2          | Izraelici mają rozstawiać swoje namioty w miejscach wyznaczonych ich trójplemiennym grupom, każdy przy sztandarze swojego rodu. Mają je rozstawiać dookoła namiotu spotkania, zwrócone przodem w jego stronę. | Synowie Izraela mają stawać obozem, każdy przy swoim trójplemiennym oddziale, przy znakach domu swych ojców. Mają się rozkładać obozem wokoło przed namiotem spotkania.                 | Każdy z synów Izraela rozłoży namiot przy swoim sztandarze, pod znakami rodowymi, w bliskiej odległości wokół Namiotu Zjednoczenia.                                            | Każdy z synów Izraelskich kłaść się będą obozem pod chorągwią swoją według znaków domów ojców swych; naprzeciwko około namiotu zgromadzenia kłaść się będą.       |
| 2 Krl 9:8       | Cały dom Achaba zginie. Zgładzę u Achaba wszystkich mężczyzn, nawet tych najmniej znaczących w Izraelu. | I cały dom Achaba zginie; i zgładzę u Achaba każdego, kto oddaje mocz na mur, bezradnego i nic niewartego w Izraelu.                                                                    | Zginie cały dom Achaba. Zgładzę męskich potomków Achaba, niewolników i wolnych w Izraelu.                                                                                      | A tak zginie wszystek dom Achabowy; i wykorzenię z domu Achabowego aż do najmniejszego szczenięcia, i więźnia, i opuszczonego w Izraelu.                          |
| Koh 12:7        | Wtedy to proch wraca do ziemi, w której wcześniej był, a duch wraca do prawdziwego Boga, który go dał. | Wtedy proch wraca do ziemi, tak jak był, duch zaś wraca do prawdziwego Boga, który go dał.                                                                                              | proch powróci do ziemi, z której był [powstał], a duch wróci do Boga, który go dał.                                                                                            | I wróci się proch do ziemi, jako przedtem był, a duch wróci się do Boga, który go dał.                                                                            |
| Jer 10:10       | Ale to Jehowa naprawdę jest Bogiem. Jest żywym Bogiem i wiecznym Królem. Z powodu Jego oburzenia zatrzęsie się ziemia, a Jego potępienia nie przetrwa żaden naród.                                            | Lecz Jehowa naprawdę jest Bogiem. Jest Bogiem żywym i Królem po czas niezmierzony. Z powodu jego oburzenia zakołysze się ziemia, a żaden z narodów nie ostoi się wobec jego potępienia. | Natomiast Jahwe jest Bogiem prawdziwym, On jest Bogiem żywym, i Królem wiecznym! Od jego gniewu drży ziemia, nie ostoją się narody przed jego oburzeniem.”                     | Ale Pan jest Bóg prawy, jest Bóg żywy, i król wieczny; przed jego zapalczywością ziemia drży, a narody nie mogą znieść rozgniewania jego.                         |
| Jer 29:10       | Tak mówi Jehowa:, Gdy upłynie w Babilonie 70 lat, zwrócę na was uwagę i spełnię swoją obietnicę – sprowadzę was z powrotem na to miejsce’.                                                                    | Tak bowiem rzekł Jehowa: ‘Gdy się dopełni siedemdziesiąt lat w Babilonie, zwrócę na was uwagę i potwierdzę wobec was swoje dobre słowo, sprowadzając was z powrotem na to miejsce’.     | Bo tak mówi Jahwe: „Skoro upłynie dla Babilonu siedemdziesiąt lat, ujmę się za wami i wypełnię wobec was swoją pomyślną zapowiedź, że sprowadzę was z powrotem na to miejsce”. | Tak zaiste mówi Pan: Jako się jedno wypełnią siedmdziesiąt lat Babilonowi, nawiedzę was, a potwierdzę wam słowa swego wybornego o przywróceniu was na to miejsce. |
| Ha 1:12         | Jehowo, czy nie istniejesz od zawsze? Boże mój, Święty mój, Ty nie umierasz. | Czyż nie istniejesz od dawien dawna, Jehowo? Boże mój, Święty mój, ty nie umierasz. | Czy nie od wieków istniejesz, o Jahwe, Boże mój, Święty, Nieśmiertelny? | Izaliś ty nie jest od wieku, Panie, Boże mój, święty mój? myć nie pomrzemy;                                                                                       |

| Wybrane wersety | Przekład Nowego Świata (2018) | Przekład Nowego Świata (1997) | Biblia poznańska | Biblia gdańska |
| --------------- | --- | --- | --- | --- |
| Mt 5:9          | Szczęśliwi ci, którzy krzewią pokój, bo oni będą nazwani synami Bożymi. | Szczęśliwi pokojowo usposobieni, gdyż oni będą nazwani ‘synami Bożymi’. | Szczęśliwi, którzy doprowadzają do pokoju, albowiem nazwani będą synami Bożymi. | Błogosławieni pokój czyniący; albowiem oni synami Bożymi nazwani będą. |
| Mt 26:26        | Gdy jeszcze jedli, Jezus wziął chleb i się pomodlił, po czym połamał go i dając uczniom, rzekł: „Bierzcie, jedzcie. Ten chleb oznacza moje ciało” | Gdy jeszcze jedli, Jezus wziął chleb i pobłogosławiwszy, połamał go, a dając uczniom, rzekł: „Bierzcie, jedzcie. To oznacza moje ciało” | A podczas wieczerzy, kiedy Jezus wielbiąc Boga wziął chleb, połamał go i podając uczniom rzekł: – Bierzcie, jedzcie, to jest moje ciało. | A gdy oni jedli, wziąwszy Jezus chleb, a pobłogosławiwszy łamał, i dał uczniom i rzekł: Bierzcie, jedzcie, to jest ciało moje. |
| Łk 11:28        | Ale on powiedział: „Nie. Szczęśliwi są raczej ci, którzy słuchają słowa Bożego i się go trzymają!” | On zaś rzekł: „Nie, ale raczej: Szczęśliwi ci, którzy słuchają słowa Bożego i je zachowują!” | On zaś rzekł: – To prawda, ale tym bardziej szczęśliwsi są ci, którzy słuchają słowa Bożego i strzegą go. | Ale on rzekł: Owszem błogosławieni są, którzy słuchają słowa Bożego i strzegą go. |
| Łk 22:20        | To samo zrobił z kielichem. Po posiłku paschalnym powiedział: „Ten kielich oznacza nowe przymierze na mocy mojej krwi, która ma być za was wylana. | I tak samo kielich – gdy już spożyli wieczerzę – mówiąc: „Ten kielich oznacza nowe przymierze na mocy mojej krwi, która ma być za was wylana”. | Tak samo po wieczerzy (wziął) kielich, mówiąc: – Ten kielich to Nowe Przymierze w mojej krwi, która za was będzie wylana. | Także i kielich, gdy było po wieczerzy, mówiąc: Ten kielich jest nowy testament we krwi mojej, która się za was wylewa. |
| Łk 23:43        | A Jezus rzekł do niego: „Zapewniam cię dzisiaj, że będziesz ze mną w raju”. | A on rzekł do niego: „Zaprawdę mówię ci dzisiaj: Będziesz ze mną w Raju”. | I rzekł mu: – Zaprawdę powiadam ci, jeszcze dziś będziesz ze Mną w raju. | A Jezus mu rzekł: Zaprawdę powiadam tobie, dziś ze mną będziesz w raju. |
| J 1:1           | Na początku był Słowo. Słowo był u Boga i Słowo był bogiem. | Na początku był Słowo, a Słowo był u Boga i Słowo był bogiem. | Na początku było Słowo, a Słowo było u Boga, a Bogiem było Słowo. | Na początku było Słowo, a ono Słowo było u Boga, a Bogiem było ono Słowo. |
| J 5:23          | żeby wszyscy szanowali Syna, tak jak szanują Ojca. Kto nie szanuje Syna, ten nie szanuje Ojca, który go posłał. | aby wszyscy szanowali Syna, tak jak szanują Ojca. Kto nie szanuje Syna, ten nie szanuje Ojca, który go posłał. | aby wszyscy oddawali cześć Synowi, tak jak oddają cześć Ojcu. Kto nie oddaje czci Synowi, nie oddaje czci Ojcu, który Go posłał. | Aby wszyscy czcili Syna, tak jako czczą Ojca; kto nie czci Syna, nie czci i Ojca, który go posłał. |
| J 7:29          | Ja Go znam, bo jestem Jego przedstawicielem, i On mnie posłał. | Ja go znam, ponieważ jestem jego przedstawicielem i on mnie posłał. | Ja Go znam, bo od Niego pochodzę i On Mnie posłał. | Lecz go ja znam; bom od niego jest, a on mię posłał. |
| J 10:38         | Ale jeśli robię, to nawet gdybyście nie wierzyli mnie, wierzcie tym czynom. Wtedy zrozumiecie i będziecie wiedzieć, że Ojciec pozostaje w jedności ze mną, a ja w jedności z Ojcem. | Ale jeśli je wykonuję, to choćbyście nawet nie wierzyli, wierzcie czynom, abyście poznali i już wiedzieli, że Ojciec jest w jedności ze mną, a ja w jedności z Ojcem. | Ale jeżeli ich dokonuję, to choćbyście Mi nie wierzyli, wierzcie dziełom i przekonajcie się, że Ojciec jest we Mnie, a Ja w Ojcu. | A jeźliż czynię, chociażbyście mnie nie wierzyli, wierzcież uczynkom, abyście poznali i wierzyli, żeć Ojciec jest we mnie, a ja w nim. |
| Dz 2:42         | I dalej wnikali w nauki apostołów, razem spędzając czas, wspólnie jedząc posiłki i się modląc. | I dalej trwali w nauce apostołów i w dzieleniu się ze sobą, spożywaniu posiłków oraz na modlitwach. | W postępowaniu kierowali się nauką apostołów, żyli we wspólnocie, łamali chleb i modlili się. | I trwali w nauce apostolskiej i w społeczności, i w łamaniu chleba, i w modlitwach. |
| Dz 5:42         | I dalej każdego dnia w świątyni oraz od domu do domu stale nauczali i głosili dobrą nowinę o Chrystusie Jezusie. | I każdego dnia w świątyni oraz od domu do domu w dalszym ciągu bezustannie nauczali i oznajmiali dobrą nowinę o Chrystusie, Jezusie. | Nie przestawali codziennie nauczać w świątyni i w domach, głosząc dobrą nowinę o Jezusie Chrystusie. | I nie przestawali na każdy dzień w kościele i po domach nauczać i opowiadać Jezusa Chrystusa. |
| Dz 20:20        | Nie wymawiałem się od przekazywania wam wszystkiego, co pożyteczne, ani od nauczania was publicznie i od domu do domu. | przy tym nie powstrzymywałem się od mówienia wam wszystkiego, co pożyteczne, ani od nauczania was publicznie i od domu do domu. | Nie uchylałem się też od głoszenia wam tego, co pożyteczne, nauczałem was publicznie i po domach. | Jakom się nie schraniał niczego, co by było pożyteczne, abym wam nie oznajmił i nie uczył was jawnie i po domach. |
| Flp 2:9         | Właśnie dlatego Bóg wyniósł go na wyższe stanowisko i życzliwie dał mu imię, które przewyższa wszelkie inne imię | Dlatego też Bóg wyniósł go na wyższe stanowisko i życzliwie dał mu imię, które przewyższa wszelkie inne imię, | Dlatego też Bóg wywyższył Go ponad wszystko i darował Mu imię, które jest ponad wszelkie imię, | Dlatego też Bóg nader go wywyższył i darował mu imię, które jest nad wszystkie imię; |
| Kol 1:16-17     | Wszystko inne w niebie i na ziemi, to, co widzialne i co niewidzialne – czy to trony, zwierzchnictwa, rządy, czy władze – zostało stworzone za jego pośrednictwem. Wszystko to zostało stworzone poprzez niego i dla niego. On był przed wszystkim innym i wszystko inne zaczęło istnieć za jego pośrednictwem.                                                          | bo za jego pośrednictwem zostało stworzone wszystko inne w niebiosach i na ziemi, co widzialne i co niewidzialne czy to trony, czy zwierzchnictwa, czy rządy, czy władze. Wszystko inne zostało stworzone poprzez niego i dla niego. On też jest przed wszystkim innym i za jego pośrednictwem wszystko inne zostało powołane do istnienia, | bo w Nim zostało wszystko stworzone i to, co w niebie, i to, co na ziemi, co widzialne i niewidzialne. Trony, władztwa, zwierzchności, potęgi. Wszystko zostało stworzone przez Niego i dla Niego. On jest przed wszystkim i wszystko w Nim istnieje.  | albowiem przezeń stworzone są wszystkie rzeczy, które są na niebie i na ziemi, widzialne i niewidzialne, bądź trony, bądź państwa, bądź księstwa, bądź zwierzchności, wszystko przezeń i dla niego stworzone jest. A on jest przed wszystkimi i wszystko w nim stoi.                      |
| 1 Tm 2:4        | który chce, żeby najróżniejsi ludzie zostali wybawieni i dokładnie poznali prawdę. | którego wolą jest, by ludzie wszelkiego pokroju zostali wybawieni i doszli do dokładnego poznania prawdy. | który chce, aby wszyscy ludzie byli zbawieni i doszli do poznania prawdy. | który chce, aby wszyscy ludzie byli zbawieni i ku znajomości prawdy przyszli. |
| Hbr 1:8         | Natomiast o Synu mówi: „Bóg jest twoim tronem po wieczne czasy, już na zawsze, a berło twojego Królestwa jest berłem sprawiedliwości”. | Natomiast w odniesieniu do Syna: „Bóg jest twoim tronem na wieki wieków, a berło twego królestwa jest berłem prostolinijności”. | O synu jednak: Tron Twój, o Boże, na wieki wieków, a berłem sprawiedliwym jest berło Twego panowania. | Ale do Syna mówi: Stolica twoja, o Boże! na wieki wieków; laska sprawiedliwości jest laska królestwa twego. |
| Hbr 11:14-16    | Ci, którzy tak mówią, dowodzą, że gorliwie szukają miejsca, które stanie się ich mieszkaniem. A przecież gdyby ciągle wspominali miejsce, które opuścili, to znaleźliby sposobność, żeby tam wrócić. Ale tacy ludzie zabiegają o lepsze miejsce, mające związek z niebem. Dlatego Bóg się ich nie wstydzi, gdy nazywają Go swoim Bogiem, bo przygotował dla nich miasto. | Bo ci, którzy tak mówią, dają dowód, iż pilnie szukają swojego miejsca. A przecież gdyby wciąż wspominali to miejsce, z którego wyszli, mieliby sposobność powrócić. Teraz jednak zabiegają o lepsze miejsce, mające związek z niebem. Dlatego Bóg się ich nie wstydzi, gdy jest wzywany jako ich Bóg, bo przygotował dla nich miasto.      | Tak mówiąc okazywali, że szukają ojczyzny. A jeśliby myśleli o tej, z której wyszli, mieli przecież czas powrócić. Zdążają zatem do lepszej, mianowicie do niebieskiej. Dlatego Bóg pozwala się nazywać ich Bogiem, bo przecież przygotował im miasto. | Bo ci, którzy tak mówią, jawnie okazują, iż ojczyzny szukają. A wprawdzie, gdyby byli na onę pamiętali, z której byli wyszli, mieli dosyć czasu wrócić się zaś. Ale oni lepszej żądają, to jest niebieskiej; przetoż i sam Bóg nie wstydzi się nazywać Bogiem ich, bo im miasto zgotował. |
| 1 J 5:20        | Wiemy jednak, że Syn Boży przyszedł i obdarzył nas wnikliwością, żebyśmy mogli zdobyć wiedzę o prawdziwym Bogu. Jesteśmy z Nim w jedności poprzez Jego Syna, Jezusa Chrystusa. Tak, to jest prawdziwy Bóg i życie wieczne. | My zaś wiemy, że Syn Boży przyszedł i obdarzył nas zdolnością umysłu, żebyśmy mogli poznać prawdziwego. I jesteśmy w jedności z tym prawdziwym poprzez jego Syna, Jezusa Chrystusa. To jest prawdziwy Bóg i życie wieczne. | Wiemy także, że Syn Boży przyszedł i dał nam zrozumieć i poznać Prawdziwego (Boga). My jesteśmy w tym Prawdziwym – w Jego Synu, Jezusie Chrystusie. On jest prawdziwym Bogiem i Życiem wiecznym.                                                       | A wiemy, iż Syn Boży przyszedł i dał nam zmysł, abyśmy poznali onego prawdziwego Boga, i jesteśmy w onym prawdziwym, to jest w Synu jego, Jezusie Chrystusie; tenci jest prawdziwy Bóg i żywot wieczny.                                                                                   |
| Ap 5:10         | i uczyniłeś ich królami i kapłanami, żeby służyli naszemu Bogu, i mają królować nad ziemią”. | i uczyniłeś ich Bogu naszemu królestwem i kapłanami, i mają królować nad ziemią. | i uczyniłeś ich dla Boga naszego królestwem i kapłanami, a będą królować na ziemi’. | i uczyniłeś nas Bogu naszemu królami i kapłanami, i królować będziemy na ziemi. |

## Krytyka
Krytycy Świadków Jehowy podważają następujące rozwiązania wprowadzone w Przekładzie Nowego Świata:
- wstawiono imię Jehowa powołując się na przekłady hebrajsko-greckie, a nie na dostępne najstarsze manuskrypty Biblii:
  - w Nowym Testamencie ok. 80 razy imię Jehowa w miejscach, które są cytatami ze Starego Testamentu, wbrew dostępnym zachowanym najstarszym źródłom greckim, które go nie zawierają
    - analogicznie nie wprowadzono konsekwentnie tego imienia w niektórych cytatach – 1P 2:3 por. Ps 34:9

  - wprowadzono ponad 150 razy imię Jehowa w Nowym Testamencie zastępując niektóre wyrazy ‘Pan’ i ‘Bóg’ co może zmieniać np. kontekst zdań (Ef 5:17, 1 Kor 10:9)
  - przywrócono imię Jehowa w 141 miejscach Starego Testamentu

- wstawienie w Nowym Testamencie imienia Jehowa w cytatach ze Starego Testamentu, które nie zawierają tetragramu nie tylko według źródeł, ale też nawet według własnego Przekładu Nowego Świata (1P 1:25 por. Iz 40:7,8; 2 Kor 8:21 por. Prz 3:4)
- pisanie słowa ‘bóg’ małą literą odnośnie do osoby Jezusa w Jana 1:1, 18
- określenie „syn” w stosunku do Jezusa zapisano niekiedy niekonsekwentnie małą literą (np. J 17:1, Mt 4:6).

Krytycy zwracają uwagę, iż zapewniania, że „zadbano o konsekwentne i jednolite tłumaczenie kluczowych określeń”, mijają się z prawdą, gdyż kilkakrotnie te same słowa greckie tłumaczono według kryteriów zależności od tego do kogo są skierowane, co może zmieniać znaczenie rozumienia tekstu na przykład:
- „despòtes”:

Wszechwładny Pan – Łk 2:29, Dz 4:24, Ap 6:10;
Właściciel – 2 P 2:1, Judy 4;
- „proskynéo”:

hołd – Mt 2:2,8,11; 8:2; 9:18; 14:33; 15:25; 18:26; 20:20; 28:9,17; Mk 5:6; 15:19; Łk 24:52; J 9:38; Hbr 1:6;
cześć – Mt 4:10; Łk 4:8; J 4:20-24; 1 Kor 14:25; Hbr 11:21; Ap 4:10; 5:14; 7:11; 11:16; 14:7; 15:4; 19:4,10; 22:9;
lub wstawiono słowa w ogóle nie występujące na przykład:
- „stauròs”: pal męki
- „katʼ oíkon”: od domu do domu.

Religioznawca Jason David BeDuhn z Northern Arizona University przyznaje, że pomimo iż przekład wspiera doktrynę wyznania, to jednak jest to stosunkowo dobry i zrozumiały przekład. Uznanie dla przekładu wyrazili również m.in. tłumacz Edgar Johnson Goodspeed, Allen Paul Wikgren z University of Chicago, brytyjski krytyk Biblii Alexander Thomson, Thomas N. Winter z University of Nebraska–Lincoln, Jason BeDuhn z Northern Arizona University oraz hebraista Benjamin Z. Kedar z Uniwersytetu Hebrajskiego w Jerozolimie.
Przekład Nowego Świata został uwzględniony w obszernej analizie współczesnych przekładów Biblii na język polski, opublikowanych po roku 1945. W niektórych miejscach został oceniony lepiej od najbardziej znanych polskich przekładów Biblii, choćby tak renomowanego i rozpowszechnionego jak Biblia Tysiąclecia.
Pismo Święte w Przekładzie Nowego Świata w języku estońskim wydane w 2014 roku zostało wytypowane do Nagrody Językowego Dokonania Roku 2014 w Estonii. Spośród 18 nominacji zajęło w finałowym głosowaniu trzecie miejsce.

## Adnotacje

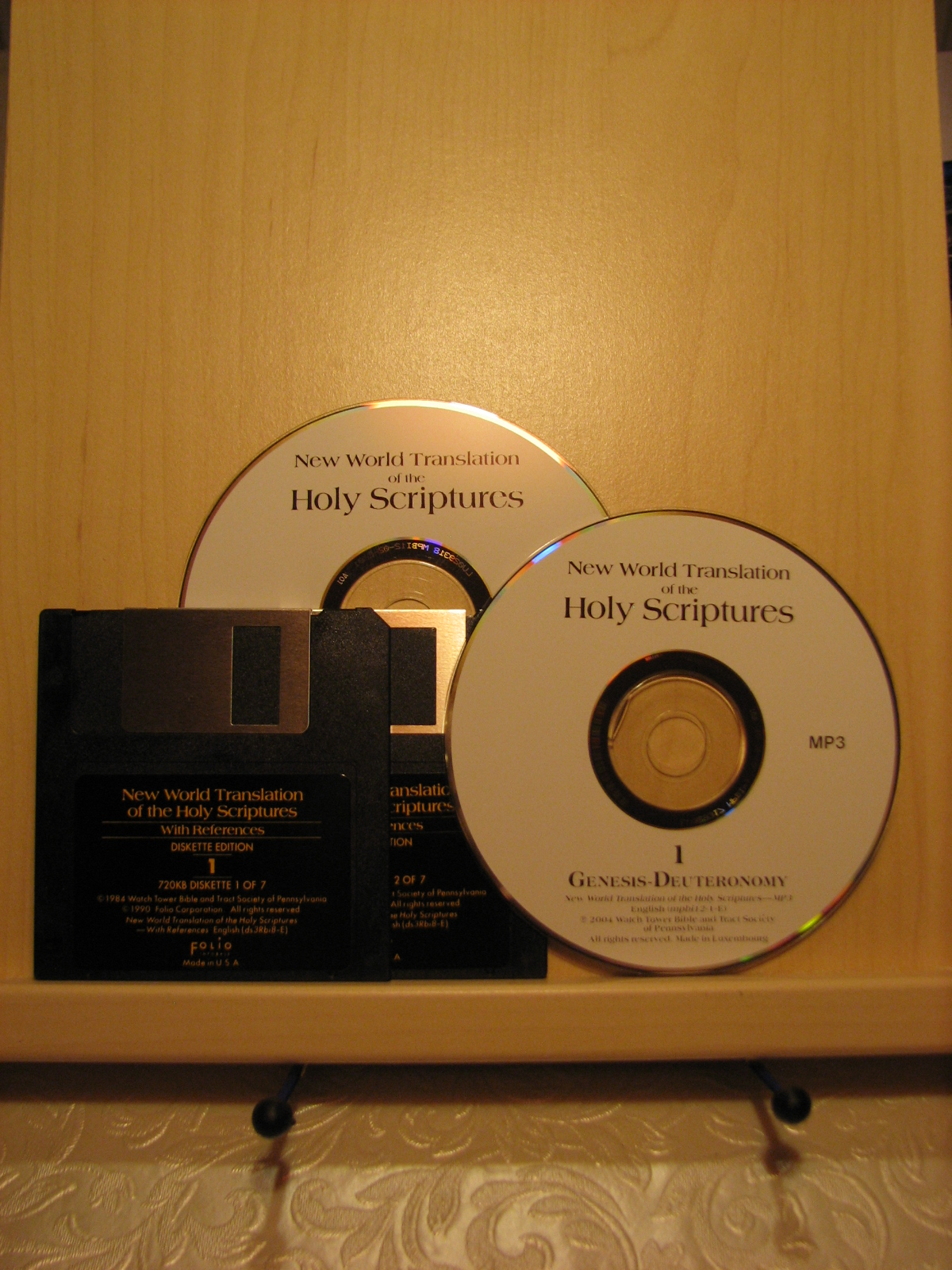
Przekład Nowego Świata z przypisami wraz z leksykonem Wnikliwe poznawanie Pism na dyskietkach oraz w wersji MP3

1. ↑  Krytycy Przekładu stawiając w tym miejscu zarzut „niekonsekwencji” przypisują jego tłumaczom takie zasady translacyjne, których oni nigdy nie przedstawili. Robert Countess twierdzi, że tłumacze zobowiązali się wprowadzić imię „Jehowa” do Nowego Testamentu tylko w cytatach ze Starego Testamentu, a Lynn Lundquist twierdzi, że zobowiązali się oni wprowadzić imię „Jehowa” w każdym przypadku, gdzie pojawia się ono w cytatach. Oba twierdzenia są błędne. W „Przedmowie” zaznaczono, że tłumacze będą sprawdzać, czy cytaty ze Starego Testamentu zawierają imię Boże JHWH, jednak nie uznano, że imię Boże każdorazowo musi być renderowane do Nowego Testamentu (zob. Pismo Świętego w Przekładzie Nowego Świata, Dodatek 1, s. 1642, 1643; Dodatek A5).
2. ↑  Przywrócenie imienia Bożego w każdym ze 141 miejsc jest zgodne z wynikami prac nad tekstem Biblii opublikowanymi w The Companion Bible z lat 1909–1922 na podstawie badań Christiana D. Ginsburga Massorah (§§ 107-115) (zob. This Is Appendix 32 From The Companion Bible).
3. ↑  Wyraz despòtes oznacza osobę dzierżącą najwyższą władzę. Bywa tłumaczony jako „pan” lub „właściciel”, a w miejscach bezpośrednio odnoszących się do Boga jako: „Pan” (Bg, Bw); „Wszechwładny Stwórca” (BT); „Wszechpotężny Stwórca” (BWP) oraz jako „wszechwładny Pan” (Bpoz w Łuk 2:29) (zob. Wnikliwe poznawanie Pism t. II s. 1182–1187).
4. ↑  Słowo proskynéo nawiązuje albo do składania hołdu stworzeniom albo do wielbienia Boga lub fałszywych bóstw. W tekście greckim to kontekst decyduje czy opisywany hołd miał wyrażać tylko głęboki szacunek, czy też oddawanie czci religijnej (zob. Wnikliwe poznawanie Pism t. I s. 824–826).
5. ↑  W tym wypadku przyimek katá wraz z rzeczownikiem nie tworzy po prostu okolicznika „w domu”, lecz występuje w funkcji dystrybutywnej, wskazując, że omawiana czynność jest wykonywana w wielu miejscach („od domu do domu” [„po domach”, BT]). Wersety z Dz 5:42; 20:20 oddano podobnie w sześciu niemieckich tłumaczeniach Biblii (poprawione wydanie Zürcher Bibel oraz przekłady „Nowego Testamentu” opracowane przez Ruperta Storra, Franza Siggego i Jakoba Schäfera, przejrzany przez N. Adlera). Analogiczne brzmienie można też znaleźć w szeregu tłumaczeń na język angielski. Niemiecki biblista Hans Bruns tak wyjaśnił, dlaczego w swoim przekładzie wersetu z Dziejów Apostolskich 5:42 użył sformułowania „od domu do domu”: „Z tekstu oryginalnego zdaje się wynikać, iż chodzono od domu do domu”. Istotnie, występujące tam wyrażenie katʼ oiʹkon ma charakter nie przysłówkowy („w domu”), lecz dystrybutywny i dosłownie znaczy „według domu”. (W Dziejach Apostolskich 20:20 użyto liczby mnogiej: katʼ oiʹkous, czyli „według domów”). Inni bibliści, tacy jak Heinz Schürmann, potwierdzają słuszność tłumaczenia tych wyrażeń z zachowaniem funkcji dystrybutywnej. Horst Balz i Gerhard Schneider, wydawcy słownika egzegetycznego do Nowego Testamentu, podają, że można je oddać sformułowaniem „dom po domu” (zob. Wnikliwe poznawanie Pism, t. I, s. 697; „Strażnica Zwiastująca Królestwo Jehowy” 1 sierpnia 1991, s. 24; ‛Składajmy dokładne świadectwo o Królestwie Bożym’, s. 41).